# Гріс (містечко, Нью-Йорк)
Гріс (англ. Greece) — місто (англ. town) в США, в окрузі Монро штату Нью-Йорк. Населення — 96 926 осіб (2020).

## Демографія
Згідно з переписом 2010 року, у місті мешкало 96 095 осіб у 39 407 домогосподарствах у складі 26 073 родин. Було 41190 помешкань
Расовий склад населення:
| - 88,7 % — білих - 6,0 % — чорних або афроамериканців - 1,7 % — азіатів - 0,3 % — корінних американців - 1,4 % — осіб інших рас |

До двох чи більше рас належало 1,9 %. Частка іспаномовних становила 4,8 % від усіх жителів.
За віковим діапазоном населення розподілялося таким чином: 22,0 % — особи молодші 18 років, 61,3 % — особи у віці 18—64 років, 16,7 % — особи у віці 65 років та старші. Медіана віку мешканця становила 42,2 року. На 100 осіб жіночої статі у місті припадало 90,4 чоловіків;  на 100 жінок у віці від 18 років та старших — 87,3 чоловіків також старших 18 років.
Середній дохід на одне домашнє господарство  становив 70 569 доларів США (медіана — 57 202), а середній дохід на одну сім'ю — 83 887 доларів (медіана — 69 363). Медіана доходів становила 47 294 долари для чоловіків та 40 471 долар для жінок. За межею бідності перебувало 8,4 % осіб, у тому числі 11,9 % дітей у віці до 18 років та 5,4 % осіб у віці 65 років та старших.
Цивільне працевлаштоване населення становило 49 534 особи. Основні галузі зайнятості: освіта, охорона здоров'я та соціальна допомога — 28,2 %, виробництво — 13,4 %, роздрібна торгівля — 12,6 %.